# Cayo Tabaco
Cayo Tabaco (en inglés: Tobacco Caye) es una pequeña isla de Belice, situada a unas 10 millas al este de Dangriga, Distrito de Stann Creek. Su población permanente es de alrededor de 20 personas, y cuenta con un flujo regular de viajeros.
La isla fue devastada por el huracán Mitch en 1998, pero desde entonces ha sido reconstruida.